# 高鳳翔
高鳳翔（16世紀—17世紀），字沖虛，南直隸鎮江府金壇縣人，明朝政治人物。

## 生平
高鳳翔是萬曆三十四年（1606年）應天鄉試舉人，天啟五年（1625年）成進士，獲授公安知縣。公安位處江邊，經常發生水患，當時縣內有火災，將燒至監獄，他顧慮囚犯生命，打算釋放他們，部下反對此事，他回答：「我寧願失去官職，以救活各人性命。」囚犯都被他感動，災後都自動投案。同時因為公安城遭焚燬，他向撫按題請將縣治遷至綿南獲允，此後公安不受水患困擾。
之後高鳳翔陞為戶部主事，轉郎中，外任大名知府；當地舊有城無濠，人民苦於車運，他向巡撫張其平奏請開濠二十里，府民都感激他，入祀大名府名宦祠。

## 引用
1. 1 2  光緒《金壇縣志·卷九·人物志》：高鳳翔 字沖虛，天啟乙丑進士，授公安知縣。縣逼大江，素患漂沒，時值火災，城四面俱燬，鳳翔力請撫按題遷縣治於綿南，從之迄今賴其利。初火將及獄，慮諸囚燎，欲與期而縱之，僚吏言不可，鳳翔曰：「吾甯失一官，以活諸人之命。」囚感泣，後皆來歸。陞戶部主事厯郎中，出為大名知府；大名舊有城無濠，民苦車運，奏記巡撫張其平，開濠二十里，郡人德之，崇祀大名府名宦。
2. ↑  光緒《金壇縣志·卷八·選舉志》：萬厯三十四年 解元鄒之麟……高鳳翔 見進士